# Lluís Conesa
Lluís Conesa Espín, (Cardona, Barcelona, 8 de noviembre de 1944 - 24 de enero de 2025), fue un dirigente deportivo español. El presidente más laureado del Club Joventut de Badalona (más conocido como la Penya) desde 1982 hasta 1995. 

## Biografía
Estuvo trece años al frente del club Joventut de Badalona, rodeado de grandes asesores y amigos como su Viceprensidente primero Francesc Cairó.
Durante su mandato se obtuvieron diversos títulos, de entre los cuales destacan la Copa de Europa de 1994, título que marcó un antes y un después en la historia del club. Por aquel entonces se convirtió en el primer club catalán, por delante del todopoderoso F.C. Barcelona, en obtener ese título. Grabado en la memoria de los aficionados también está la final de la Copa de Europa en Estambul, también bajo la presidencia del Sr. Conesa los aficionados verdinegros vieron como en el último instante se desvanecía el título gracias a un triple sobre la bocina del Partizán.
No hay que olvidar tampoco que bajo su batuta se ficharon, o eclosionaron desde la cantera, jugadores como Jordi Villacampa, José Antonio Montero, Rafael Jofresa, Tomàs Jofresa, Ferran Martínez, Mike Smith, entre otros.
La gran mayoría de los aficionados recuerda al Sr. Conesa, como uno de los presidentes más queridos, y desdeluego exitosos del Joventut de Badalona.
No se debe olvidar que además desde su fundación en 1982, presidió Baspenya, la Sociedad Anónima creada para poseer el mayor paquete de acciones del club. Así valoraba esta experiencia en mayo de 2011 tras dejar el cargo el Sr. Conesa:

Baspenya la fundamos la junta directiva, cuando yo era presidente del Club Joventut Badalona porque teníamos el sentimiento cuando se crearon las sociedades anónimas de que podría haber una persona externa y ajena al Club que podría comprar las acciones y ser el propietario. Nosotros en aquel momento pensamos crear una sociedad entre la gente de Badalona que se quisiera integrar, que comprara un paquete grande de acciones, por si alguna vez había algún problema, pudiéramos definir o determinar si querríamos o no hacerlo en función de la persona o grupo que fuera. Con éste espíritu se fundó Baspenya, desde su inicio fui el presidente del grupo porque decidimos que fuera el que estuviera como presidente del Club. En éstos casi 29 años ( se cumplen el 20 de junio), fue en el 1982 y ha habido algún pequeño lapsus donde no fui presidente, pero en definitiva siempre he estado porque mis compañeros que forman Baspenya, en su inmensa mayoría, me han dado siempre su apoyo y su voto para que lo fuera.

## Títulos bajo la Presidencia de Lluís Conesa Espín
- Ligas ACB 1990-91 y 1991-92

- Copas del Príncipe 1986-87, 1988-89 y 1990-91

- Ligas Catalanas 1986-87, 1987-88, 1988-89, 1990-91, 1991-92 y 1992-93

- Supercopa de España 1985-86 y 1986-87

- Copas Korać 1989-90

- Copa de Europa 1993-94 y 1991-92 (Subcampeón)

Otras competiciones
- Open McDonald's Subcampeón en: 1991-1992, contra Los Angeles Lakers (116-114) en París.